# Departamento de Taltal
El Departamento de Taltal se ubicó en la Provincia de Antofagasta y antes de 1888 en la Provincia de Atacama, cuya comuna cabecera departamental fue la ciudad de Taltal.

## Fundación
Si bien la ciudad fue fundada en 1858 por Decreto Supremo del gobierno de Manuel Montt, su finalidad fue solo ser ocupada como puerto. En 1884 fue un departamento de la Provincia de Atacama, hasta que se crea en 1888 la Provincia de Antofagasta que pasa a dominio chileno.
En 1891 el departamento quedó compuesto por las comunas de Taltal, Santa Luisa y Aguada, generando una sola agrupación municipal como también un departamento electoral. Luego se suprimieron las comunas de Santa Luisa y Aguada, creándose con su territorio la comuna de Catalina . Este proceso se realizó mediante el Decreto N° 8.583 del 30 de diciembre de 1927.

## Subdelegaciones
| Municipalidad (1891) | Subdelegaciones |
| -------------------- | --------------- |
| Taltal               | 1a, Taltal 1    |
| Taltal               | 2a, Taltal 2    |
| Taltal               | 3a, Esmeralda   |
| Taltal               | 4a, Paposo      |
| Santa Luisa          | 5a, Santa Luisa |
| Santa Luisa          | 6a, Refresco    |
| Aguada               | 7a, Cachinal    |
| Aguada               | 8a, Vaquillas   |
| Aguada               | 9a, Guanaco     |

| Municipalidad (1927) | Subdelegaciones |
| -------------------- | --------------- |
| Taltal               | 1a, Taltal 1    |
| Taltal               | 2a, Taltal 2    |
| Taltal               | 3a, Esmeralda   |
| Taltal               | 4a, Paposo      |
| Catalina             | 5a, Santa Luisa |
| Catalina             | 6a, Refresco    |
| Catalina             | 7a, Cachinal    |
| Catalina             | 8a, Vaquillas   |
| Catalina             | 9a, Guanaco     |

## Modificaciones
El Decreto Ley N.º 2.868 del 26 de octubre de 1979, como parte del proceso de regionalización impulsado por la dictadura militar, suprimió la comuna de Catalina integrándola en su totalidad a la comuna de Taltal y modificó los límites comunales segregando un sector al oriente de la comuna que pasó a formar parte de la comuna de Antofagasta.